# Satchelliella plumicornis
Satchelliella plumicornis és una espècie d'insecte dípter pertanyent a la família dels psicòdids que es troba a Europa: Alemanya, Àustria, Itàlia, Txèquia i Eslovàquia.